# Елизабет фон Анхалт (1563 – 1607)
Елизабет фон Анхалт (на немски: Elisabeth von Anhalt, * 15 септември 1563 в Цербст, † 8 ноември 1607 в Кросен) от династията Аскани е принцеса от Анхалт и чрез женитба курфюрстиня на Бранденбург (1577 – 1598).
Тя е дъщеря на княз Йоахим Ернст фон Анхалт (1536 – 1586) и първата му съпруга Агнес фон Барби-Мюлинген (1540 – 1569), дъщеря на граф Волфганг I фон Барби-Мюлинген и Агнес фон Мансфелд. Сестра е на Кристиан I, княз на Анхалт-Бернбург и Йохан Георг I фон Анхалт-Десау.
Елизабет се омъжва на 6 октомври 1577 в ловния дворец Лецлинген за Йохан Георг (1525– 1598) от род Хоенцолерн от 1571 г. курфюрст на Бранденбург. Той е почти 40 години по-стар от нея. Тя е третата му съпруга. Тя е почти 16 години по-голяма от заварения си син Йоахим Фридрих.
След смъртта на съпруга си тя се оттегля с по-малките си деца във вдовишкия си дворец Кросен. Погребана е в гробницата на Хоенцолерните в катедралата на Берлин.

## Деца
Елизабет и Йохан Георг имат децата:
- Кристиан (1581 – 1655), маркграф на Бранденбург-Байройт
- Магдалена (1582 – 1616)

∞ 1598 ландграф Лудвиг V от Хесен-Дармщат (1577 – 1626)
- Йоахим Ернст (1583 – 1625), маркграф на Бранденбург-Ансбах
- Агнес (1584 – 1629)

∞ 1. 1604 херцог Филип Юлиус от Померания-Волгаст (1584 – 1625)
∞ 2. 1628 херцог Франц Карл от Саксония-Лауенбург (1594 – 1660)
- Фридрих (1588 – 1611)
- Елизабет Софи (1589 – 1629)

∞ 1. 1613 княз Януш I Радзивил (1579 – 1620)
∞ 2. 1628 херцог Юлий Хайнрих от Саксония-Лауенбург (1586 – 1665)
- Доротея Сибила (1590 – 1625)

∞ 1610 херцог Йохан Кристиан от Бриг (1591 – 1639)
- Георг Албрехт (1591 – 1615)
- Зигисмунд (1592 – 1640)
- Йохан (1597 – 1627)
- Йохан Георг (1598 – 1637)